# Göyəçöl
Göyəçöl è un comune dell'Azerbaigian situato nel distretto di Masallı. Conta una popolazione di 3 213 abitanti.